# Nataša Korolëva
Nataša Korolëva (in russo Наташа Королёва?), nata Natalija Vladimirovna Poryvaj (in russo Наталия Владимировна Порывай?; in ucraino Наталія Володимирівна Поривай?, Natalija Volodymyrivna Poryvaj; Kiev, 31 maggio 1973) è una cantante, attrice e personaggio televisivo russa  di origine ucraina; artista Benemerita della Federazione russa.

## Biografia
Nataša Korolëva è cresciuta in una famiglia dedita alla musica: suo padre, Vladimir Arkhipovich Poryvai, era maestro del Coro dell'Accademia Khomasister; Lyudmila Ivanivna Poryvai, sua madre, era professoressa associata del corso di Folklore, canto popolare e uso degli strumenti musicali presso l'Università Nazionale di Cultura e Arti di Kiev, maestra del coro della Cappella popolare di Svitoch, nonché Artista Benemerita dell'Ucraina. Sua sorella maggiore Irina, che come lei ha ricevuto un'educazione musicale, è nota come la cantante pop Russya.
Da bambina Korolëva ha ricevuto lezioni di canto e danza popolare presso il Coro Grigory Verevka e ha studiato pianoforte. Tra il 1988 e il 1991 si è formata presso l'Accademia municipale di arti circensi e di varietà di Kiev (Kyjivs’ka Municypal’na Akademija Estradnoho ta Cyrkovoho Mystectv).

### La carriera musicale

#### Gli esordi
Nataša Korolëva si è esibita per la prima volta davanti a un pubblico all'età di tre anni, cantando Kreyser Avrora con il Grande coro della radio e della televisione Ucraina (Bol'shim Detskim Khorom Radio i Televideniya Ukrainy) al Congresso annuale del Komsomol.
A un concorso canoro per bambini del 1985 ha incontrato il compositore Vladimir Bystryakov, che per lei ha scritto Mir bez chudes e Kuda uyekhal tsirk. Il successo delle due canzoni l'ha resa popolare e richiesta in molti eventi pubblici.
Nel 1987 si è classificata terza al Premio Grammofono d'oro con il gruppo Mirazh. La sua esibizione ispirò il compositore Alexander Sparinsky: in suo onore scrisse un musical per bambini intitolato V strane detey, assegnandole il ruolo di protagonista. L'anno successivo è stata invitata come ospite al concorso Kiyevskaya krasavitsa e al Campionato internazionale di ginnastica ritmica.

#### Il successo
Nel 1987, durante la sua partecipazione al programma Shire Krug a Eupatoria, la giovane cantante ha incontrato Marta Mogilevskaya, editrice musicale e televisiva presso il Comitato di Stato dell'URSS per le trasmissioni televisive e radiofoniche e sua futura produttrice. Approfittando dell'occasione, Korolëva le ha consegnato un nastro su cui aveva registrato alcune sue canzoni. Nel 1989 ha partecipato al musical sovietico-statunitense per bambini intitolato Ditya mira (in inglese: Peace Child), grazie al quale ha cantato negli Stati Uniti d'America. In quel frangente l'Università di Rochester le ha offerto una borsa di studio per la Eastman School of Music, tuttavia la cantante ha rifiutato per partecipare a un'audizione a Mosca con il compositore Igor Nikolaev, dietro suggerimento di Marta Mogilevskaya. Dopo un'iniziale titubanza, Nikolaev l'ha scelta come membro della sua tournée. Per raffinare l'immagine pubblica della giovane le ha suggerito quello che sarebbe diventato il suo nome d'arte, secondo lui più orecchiabile e facile da ricordare: Koroleva Nataša ("Regina" Nataša).
Nel 1990 Nikolaev scrisse per Korolëva il brano Zhyoltye tyul'pany, inserito successivamente in un album omonimo che ha avuto un grande successo ed è stato candidato al Festival della canzone televisiva sovietica e russa Pesnya Goda (in russo Песня года?). Un anno dopo esce Siniye Lebedi, la prima canzone scritta da Nataša Korolëva.
Nel 1992 esce il video di Dve sestry, in cui canta con sua sorella Russya. Nello stesso anno Nikolaev sposa Korolëva e duetta con lei in Del'fin Rusalka (“Delfino e sirena”), che anche in questo caso ha preceduto la pubblicazione di un disco con lo stesso nome, vincitore del Premio Ovation nella categoria “Miglior album del 1992”. La canzone ha rafforzato l'immagine del sodalizio personale e professionale della coppia, estendendo la loro popolarità oltre il paese. Del'fin Rusalka è stato scelto come titolo di lungo tour internazionale durante il quale Korolëva si è esibita allo Stadio Olimpico di Mosca e in diverse località russe, in Israele (1993), in Germania (1994) e a New York (1997). Nel frattempo sono stati pubblicati altri singoli di successo, tra cui il duetto Taksi, Taksi e i singoli Pesni Seryye glaza, Pod letnim dozhdem, Pervyy potseluy, Pervaya pechal' e Pochemu umirayet lyubov'.
Il terzo prodotto musicale realizzato dalla coppia di artisti è stato Poklonnik (1994) a cui l'anno successivo è seguito Konfetti, un contenente un altro dei brani più noti della cantante: Malen'kaya strana, canzone onirica ambientata in un modo fiabesco e cantato con un coro di bambini.
Nel 1995, per supportare le vittime di un violento terremoto a Sakhalin, Nataša Korolëva ha organizzato tre concerti di beneficenza in Medio Oriente per raccogliere i fondi a sostegno delle vittime del sisma. Nello stesso anno ha posato per la copertina dell'edizione russa di Playboy che l'ha nominata "ragazza del mese".
Nel 1997 ha inciso Brillianty slez: l'album ha segnato la maturazione artistica e personale della cantante, che ha dismesso i panni pubblici del personaggio giovane e ingenuo a favore di una donna matura e sofisticata.
Nataša Korolëva ha ricevuto due volte il prestigioso premio russo Zolotoy grammofon ("Grammofono d'oro") conferito annualmente dalla Russkoye Radio durante una cerimonia al Cremlino di Mosca, rispettivamente per Khrustal'noye serdtse Mal'viny nel 1997 e per Čut'-Čut' Ne Sčitaetsja nel 2000.

#### La carriera solista
Il divorzio da Nikolaev, avvenuto nel 2001, ha concluso anche la collaborazione artistica con il compositore. In Serdtse (2001) Nataša Korolëva ha collaborato con il compositore Alexander Konovalov e il cantautore Vladimir Vulykhha, avviando una prolifica carriera da cantante solista. Nel 2002 esce Oskolki proshlogo, una raccolta di quattordici successi e Čut'-Čut' Ne Sčitaetsja.
Con il secondo marito Sergej Glushko ha realizzato gli album Veriš' ili net (2003), Ray tam, gde ty (2006), da cui sono stati estratti i fortunati duetti Ray tam, gde ty, Toč'-v-toč' e Veriš' ili net, premiato Miglior duetto dell'anno
Negli anni Nataša Korolëva ha pubblicato diversi successi, come Vremya-reka, Glavnaya lyubov, Abrikosovyy sny, Venetsianskaya osen, Ne govorinet e Ja ustala; inoltre ha collaborato con diversi artisti: German Titov (Esli my s toboj e Moj ded moroz), Natalia Medvedeva (La bomba), Aleksandr Maršal (Poročen ja toboj), DJ Archi (Ne govori net) e Berkut con cui ha cantato Kylykty Kyz in kazako. Nel 2006, per promuovere una collezione di gioielli che aveva realizzato, Korolëva è tornata a collaborare con Igor Nikolaev, chiedendogli di scrivere e comporre Kristall mechty.
È comparsa sulla copertina di Maxim Russia nel febbraio 2007.
ll 24 marzo 2012, durante la cerimonia di premiazione "Persona dell'anno 2011" tenutasi al Palazzo Nazionale delle Arti, Nataša Korolëva è stata insignita del Premio Internazionale nel campo della cultura e dell'arte; la statuetta onoraria "Prometey-prestizh" le è stata consegnata dalla campionessa olimpica Lilia Podkopaeva e dal vincitore del Pallone d'oro Oleg Blokhin.
Il 10 dicembre 2016 ha celebrato il venticinquesimo anniversario della sua carriera al Cremlino con il concerto Magija L…, dal titolo dell'album pubblicato nel 2015. Durante l'evento ha duettato con l'ex marito e collega Igor Nikolaev nel brano di successo Del'fin Rusalka.
Nel 2017 ha pubblicato il video della canzone Zyat' con Sergei Glusho e Lyudmila Poryvai.
Per celebrare il suo quarantacinquesimo anniversario, il 20 ottobre 2018 Natasha Koroleva ha organizzato un concerto di beneficenza presso il Palazzo del Cremlino, nell'ambito del Tour Yagodka, seguito alla pubblicazione dell'omonima raccolta. Durante lo spettacolo, trasmesso sul Pervvy Kanale, si sono esibiti Sergey Glushko, Lyudmila Poryvai, Arkhip Grek, Lev Leshchenko, Igor' Krutoy, Denis Klyaver, Vitas, Soso Pavliashvili, Diana Gurtskaya, Anastasiya Spiridonova, Dina Garipova, German Titov, e il coro di bambini Neposedy.
Nel 2020 è uscito il suo ultimo album: Neizdannoye, una raccolta dei suoi successi remixati.
Nel 2021 canta una nuova versione di Del'fin Rusalka con suo figlio Arkhip (che per esibirsi usa il nome d'arte Arkhip Grek) e presenta due inediti: Davay gulyay! e Krasnaya pomada.
Nataša Korolëva ha partecipato regolarmente al Festival Pesnja goda, vincendo quattro volte il premio della Migliore canzone dell'anno con Poročen ja toboj (2014), Net slova Ja (2015), Ja ustala (2016), Osen' pod nogami na podošve (2017).

#### La regia e il progetto "Popa Nband"
Dopo essersi diplomata all'Academy of Motion Picture Arts and Sciences di Los Angeles in montaggio ed editing, Nataša Korolëva ha iniziato ad occuparsi di regia, concentrandosi sui video musicali. In particolare ha lavorato sul progetto "Popa Nband" (in russo ПОПА НБэнд?), da lei definito "una sit-com musicale" in cui donne estranee al mondo dello spettacolo raccontano le loro avventure sentimentali cantando e recitando in brevi videoclip. Le figure ricorrenti della Popa Nband sono la cantante Anna Goshta (che impersona Anya "Popochka") e l'amica Daryna Orestovna. Il 25 agosto 2017 è uscito il primo video musical della Popa Nband dal titolo Stirala tebe trusy ("Hai lavato le mutandine").
Il 14 dicembre 2017 Nataša Korolëva ha diretto il videoclip di Moy Ded Moroz in cui ha duettato con German Titov.

### L'esperienza televisiva
Nataša Korolëva è un volto noto della televisione russa e ucraina, avendo preso parte a diversi film e programmi televisivi. Il primo ruolo come attrice risale al 1995 nel film Novejšie priključenija Buratino; ha poi recitato nei musical Starye pesni o glavnom, Starye pesni o glavnom 2  e Starye pesni o glavnom 3, lavorando con Lada Dance, Alëna Apina, Alexander Tsekalo e Chris Norman.
Nei primi anni duemila prende parte a film, telefilm e sit-com come Salon krasoty, Starye pesni o glavnom. Postskriptum, FM i rebjata, Protiv tečenija, Moja prekrasnaja njanja, Syščiki 4, Deduška moej mečty 2, Sčastlivy vmeste, Derži menja krepče, Korolevstvo krivykh zerkal, Zolotaja rybka, Paradoks.
Nel 2003 Korolëva è entrata nel cast di Retsept koldun'i, di cui ha cantato la canzone Tvoy mir, premiato come Miglior colonna sonora al Kinotavr Open Russian Film Festival di Sochi.
Dopo aver frequentato la Academy of Motion Picture Arts and Sciences come editor, nel 2013 si laurea in recitazione all'Università russa di arti teatrali (GITIS).
Vladimir Putin ha firmato il decreto che la nomina Artista Benemerita della Federazione Russa nel 2004.
Nel 2008 ha partecipato a Tantsi z zirkamy (Ballando con le Stelle), classificandosi terza con il suo partner Evgeny Papunaishvili. Successivamente con suo marito nella seconda stagione del programma musicaleDve zvezdy.
Nel 2010 ha preso parte al progetto Podari sebe žizn' sul canale televisivo Russia 1. Nel 2012 ha realizzato un programma autobiografico intitolato Koroleva prajma, di cui però è stato mandato in onda solo un episodio; nell'autunno dello stesso anno ha condotto su Pervom kanale il programma culinario Vremja obedat' con sua madre Lyudmila Poryvai, Alexander Oleshko e Roman Budnikov.
Il 27 agosto 2011 è stata insignita della Medaglia Za veru i dobro ("Per la fede e la bontà") dal governatore della regione russa di Kemerovo.
Durante la puntata del 10 aprile 2013 il programma Večernij Urgant manda in onda il videoclip di Mayami. Nell'ironico video si alternano una sognante Nataša Korolëva e una brusca Lyudmila Poryvai nei panni di una rapper, intente a raccontare la vita a Miami, città in cui da tempo abita Poryvai.
Nel 2016 Korolëva ha recitato in Sdaetsja dom so vsemi neudobstvami con Irina Pegova, Svetlana Chodčenkova, Viktoriya Isakova e Vera Storoževa. A dicembre 2019 ha cantato S Novym godom durante lo spettacolo musicale circense Tayna novogodney zvezdy al Circo Nikulin di Mosca (Russia).

### Altre attività
Nel 2008 Nataša Korolëva ha disegnato la sua prima collezione di gioielli, Dochki - Materi ("Figlie-Madri"), per l'azienda Kristall mechty, di cui è anche il volto pubblicitario. Possiede due saloni di bellezza a Mosca, Salon krasoty Natashi Korolevy, inaugurati nel 2009 e nel 2011. Nel 2020 ha annunciato di aver cessato le attività a causa della pandemia COVID-19.
Nel 2009 ha presentato il suo primo libro autobiografico Muzhskoy striptiz (Spogliarello maschile).
Ha sfilato per il marchio YanaStasia di Yana e Anastasia Shevchenko con suo marito e suo figlio in occasione del Mercedes Benz Fashion week Russia (stagione 2011/2012) e con Lyudmila Poryvai nel 2014.

## Vita privata
Sua sorella è sposata con l'autore musicale Konstantin Ossaoulenko.
Dal 1992 al 2001 è stata sposata con l'attore e compositore russo Igor Nikolaev.
Il 19 febbraio 2002 ha dato alla luce un bambino, Arkhip, avuto dall'attore Sergey Glushko, noto anche come lo spogliarellista "Tarzan". La coppia, conosciuta duranti un incontro di lavoro, si è sposata il 21 agosto 2003 dopo due anni di fidanzamento. Nel 2020 la coppia è stata al centro di uno scandalo mediatico. Di ritorno dalle vacanze Korolëva ha denunciato il furto di gioielli dalla sua abitazione, per un valore di circa 5 milioni di rubli. In seguito alle indagini è emerso che la cantante pop Мilana Milanovna e Anastasia Shulzhenko si erano intrattenute con Glushko, nell'abitazione di quest'ultimo, riprendendo alcuni momenti della serata. Glushko ha dunque pubblicamente ammesso di aver avuto una relazione con Shulzhenko, la quale aveva annunciato e poi smentito una gravidanza. Milanovna è stata invece arrestata con l'accusa di essere l'autrice materiale del furto.

## Controversie
Iscritta al partito Russia Unita, e sostenitrice del movimento Euromaidan, Korolëva ha pubblicamente sostenuto la Russia nella crisi della Crimea del 2014. Dopo aver visitato la Crimea occupata, è stata inserita nell'elenco dei quaranta artisti ai quali nel 2017 l'Ucraina ha vietato l'ingresso nel paese. Nel 2018 la Corte suprema dell'Ucraina ne ha rigettato il ricorso in cassazione contro la decisione dei primi due gradi di giudizio, definendola una "straniera" cha avrebbe svolto attività tese a "interferire negli affari interni" e a "commettere atti illeciti" contro l'integrità dell'Ucraina. Il bando di cinque anni è stato temporaneamente sospeso per consentirle di presenziare al funerale della nonna Sonya Nikolaevna.
Nel 2015 Sergey Glushko ha subito il furto del telefono cellulare, in cui conservava alcuni scatti intimi che lo ritraevano con sua moglie Nataša. Le foto sono state pubblicate sui giornali, causando un grande scandalo. La coppia ha fatto causa alle riviste che hanno pubblicato le immagini, ottenendo circa cinquantamila rubli di risarcimento. Korolëva era stata accusata di aver volontariamente fornito i giornali delle proprie foto, rendendosi così colpevole di diffusione di materiale pornografico: tali illazioni hanno indotto il parlamentare Vitaly Milonov a paventare la possibilità di ritirare l'onorificenza conferitale dallo Stato. In un'intervista a Vyacheslav Manucharov nel programma Èmpatija Manuči la cantante ha dichiarato di aver subìto un aborto spontaneo a causa del clamore generato dalla notizia e di essersi rivolta a uno psicologo per riprendersi dallo stress.

## Discografia

### Vinile
- Žëltye tjul'pany (1990)
- Del'fin i rusalka (1992)
- Poklonnik (1994)

### Album
- Konfetti (1995)
- Brillianty slëz (1997)
- Serdce (2001)
- Oskolki prošlogo (2002)
- Veriš' ili net (pljus Tarzan) (2003)
- Raj tam, gde ty (2006)
- Magija L… (2015)
- Yagodka (2019)
- Neizdannoye (2020)

### Singoli
- 1990 – Žëltye tjul'pany (con Igor Nikolaev)
- 1991 – Kotënok (con Igor Nikolaev)
- 1991 – Pod letnim doždëm
- 1991 – Počemu umiraet ljubov'?
- 1991 – Pervyj potseluj, pervaja pečal'
- 1992 – Dve sestry (con Rusya)
- 1992 – Sinie lebedi
- 1992 – Del'fin i rusalka (con Igor Nikolaev)
- 1992 – Nočnoj bul'var
- 1992 – Venetsija
- 1992 – Taksi, taksi
- 1993 – Lunnaja noč'
- 1994 – Moja ljubov' ne umerla
- 1994 – Kievskij mal'čiška
- 1994 – Konfetti
- 1995 – Podsolnukhi
- 1995 – Malen'kaja strana
- 1995 – Neuželi èto ja?
- 1996 – Mužičok s garmoškoj
- 1996 – Tol'ko ty ne umiraj
- 1996 – Zimnie mesjatsy
- 1997 – Brillianty slëz
- 1997 – Leto kastan'et
- 1997 – Khrustal'noe serdtse Mal'viny
- 1998 – V tëmnoj komnate
- 1999 – Proščajte, detskie mečty
- 2000 – Devičnik
- 2000 – Čut'-čut' ne sčitaetsja
- 2000 – Kak tvoi dela?
- 2001 – Bylo ili ne bylo
- 2001 – Kogda-nibud'  Kalendar'
- 2002 – Kapel'ka
- 2003 – Ne zabudu
- 2003 – Tvoj mir
- 2004 – Sirenevyj raj
- 2005 – Raj tam, gde ty
- 2006 — Kristall mečty
- 2007 — Na sinem more
- 2008 — V zale ožidanija
- 2008 — Mama
- 2009 — Nočnoj gorod
- 2009 – Ljubov' bez pravil
- 2010 – Tuda, gde solntse
- 2010 – Čmoki-čmoki
- 2010 – Duju-duju
- 2011 – Ty prosti
- 2011 – Ne otpuskaj menja
- 2011 – Toč'-v-toč' (con Sergej Glusko)
- 2012 – Nebesa
- 2012 – Taxi and the City
- 2013 – Venetsianskaja osen'
- 2013 – La Bomba (con Natalia Medvedeva)
- 2013 – Stojala i plakala
- 2014 – Abrikosovye sny
- 2014 – Poročen ja toboj (con Aleksandr Maršal)
- 2014 – Vremja-reka
- 2015 – Glavnaja ljubov'
- 2015 – Net slova Ja
- 2015 – Ne govori net (con DJ Archi)
- 2016 – Ja ustala
- 2017 – Osen' pod nogami na podošve
- 2017 – Esli my s toboj (con German Titov)
- 2017 – Moj ded moroz (con German Titov)
- 2018 – Zjat'
- 2018 – Yagoda
- 2019 – Petli-potselui
- 2019 – Simvol junosti
- 2019 – Қylyқty қyz (con Berkut)
- 2019 – Serye glaza. 20 let spustja
- 2019 – S Novym godom!
- 2020 – Davaj guljaj!
- 2020 – Krasnaja pomada
- 2020 – Gori, gori (con Sergej Glusko)
- 2021 – Del'fin i rusalka (con Arkhip Grek)
- 2021 – Cynu

## Filmografia

### Televisione
- 1995 – Starye pesni o glavnom
- 1996 – Starye pesni o glavnom-2
- 1997 – Starye pesni o glavnom-3
- 1997 – Novejšie priključenija Buratino
- 2000 – Starye pesni o glavnom. Postskriptum
- 2003 – Retsept koldun'i
- 2004 – Protiv tečenija (cameo)
- 2005 – Syščiki 4
- 2005 – Moja prekrasnaja njanja
- 2006 – Deduška moej mečty
- 2006 – Sčastlivy vmeste (cameo)
- 2007 – Derži menja krepče
- 2007 – Korolevstvo krivykh zerkal
- 2008 – Zolotaja rybka
- 2008 – Paradoks
- 2014 – Ženščiny na grani
- 2015 – Prazdnik neposlušanija
- 2016 – Sdaëtsja dom so vsemi neudobstvami

## Televisione
- Utrennjaja počta' (Ervyy kanall, 1996) Partecipante
- Roždestvenskie vstreči (Pervyy kanal, 1997) Partecipante
- Pesnya goda (Pervaya programma TST, 1990) Concorrente
- Shire krug (1987) Conduttrice
- Korolëvskie igry (TVTs, 2000) Concorrente
- Tantsi z zirkamy (Rossiya 1, 2008) Concorrente
- Dve zvezdy (Pervyy kanal, 2008-2009)
- Koroleva prayma (NTV, 2012) Conduttrice
- Vremya obedat' (Pervyy kanal, 2012—2014) Co-conduttrice
- Sud'ba cheloveka(Rossiya 1, 1991) Concorrente
- Plemja (Pyatnitsa, 2020) Concorrente

## Videografia
Regista
- 2017 - Popa Nband: Stirala tebe trusy
- 2017 - Nataša Korolëva e German Titov: Moy Ded Moroz
- 2018 - Popa Nband: Viber
- 2018 - Popa Nband: Derzhu pari

## Opere
- Muzhskoy striptiz, AST, Astrel, Harvest, 2009, ISBN 978-9851668485
- Prazdnichnyy stol ot Natashi Korolevoy. Prosto vkusno!, AST,  2009, ISBN 978-5271224379
- Blyuda dlya torzhestva i banketa, AST,  2009, ISBN 978-5-17-060222-3

## Riconoscimenti
- 1987 — Premio Zolotoy grammofon Terza classificata con il gruppo Mirazh
- 1993 — Premio Ovatsiya per miglior disco per Del'fin i rusalka (con Igor Nikolaev)
- 1997 — Premio Zolotoy grammofon per Khrustal'noye serdtse Mal'viny
- 2000 — Premio Zolotoy grammofon per Čut'-Čut' Ne Sčitaetsja
- 2012 — Premio Programma nazionale Persona dell'anno 2011
- 2014 — Premio Pesnya Goda alla Canzone dell'anno per Poročen ja toboj
- 2015 — Premio Pesnya Goda alla Canzone dell'anno per Net slova Ja
- 2016 — Premio Pesnya Goda alla Canzone dell'anno per dell'anno per Ja ustala
- 2017 — Premio Pesnya Goda alla Canzone dell'anno Osen' pod nogami na podošve
- 2017 — Premio Stella della Radio stradale di European Media Group (EMG)